# وای فای ۷

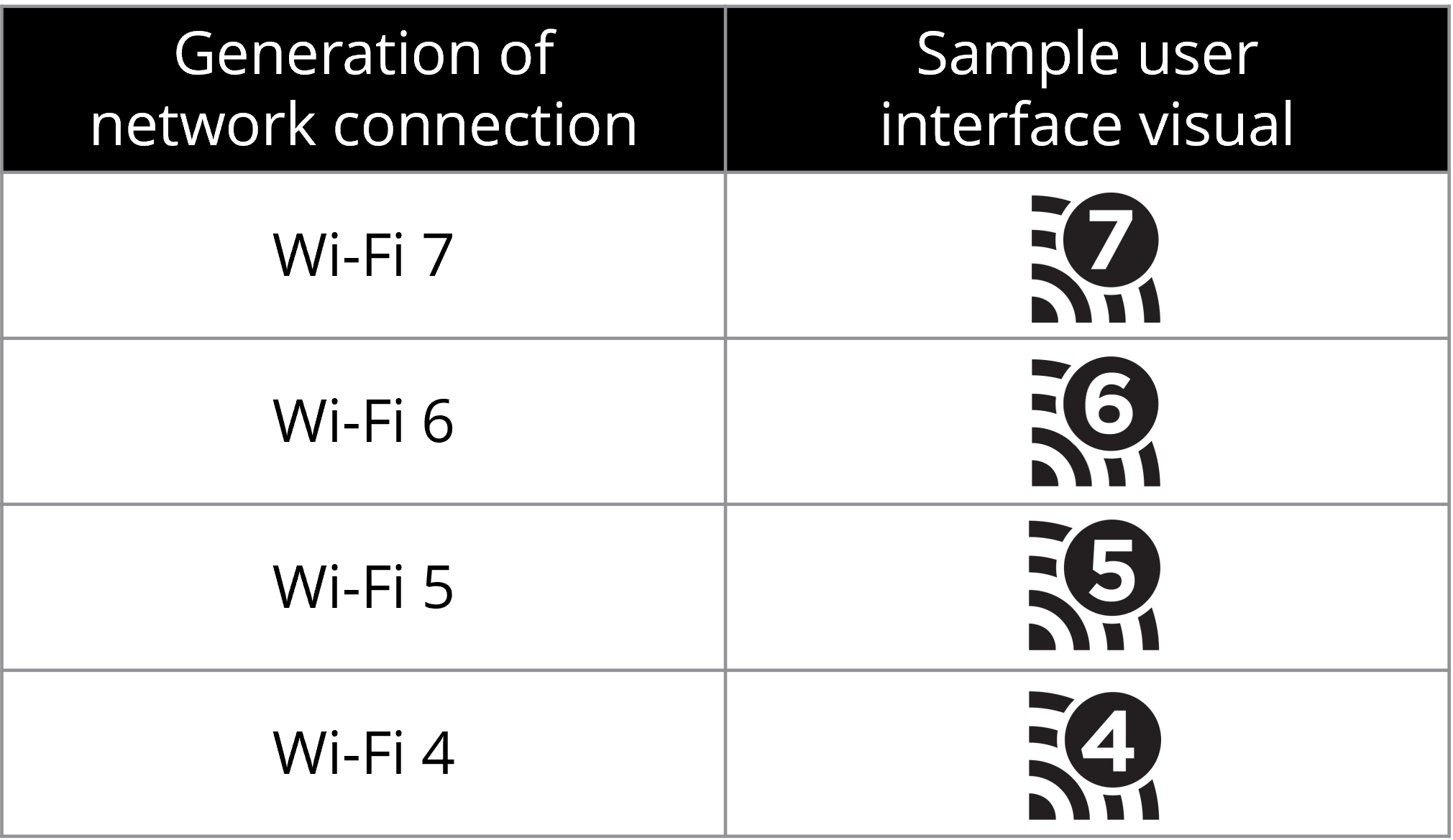
لوگو نسل‌های وای فای

IEEE 802.11be توان فوق زیاد (ETH)، که با نام وای فای ۷ شناخته می‌شود، جدیدترین نسل ارتباطات بی‌سیم زیر مجموعه استاندارد IEEE802.11 برای شبکه‌های کامپیوتری بوده که توسط مؤسسه مهندسان برق و الکترونیک در حال توسعه است.
کانال‌های جدید ۳۲۰ مگاهرتزی وای‌فای ۷ از نظر تئوری از وای‌فای ۶ و کانال‌های ۱۶۰ مگا هرتزی آن سرعت بیشتری دارند. تعداد جریان‌های فضایی نیز در وای فای ۷ به ۱۶ عدد افزایش داده شده‌است.
وای فای ۷ در باندهای فرکانسی ۲٫۴ گیگاهرتز، ۵ گیگاهرتز و ۶ گیگاهرتز قابل استفاده بوده و به دلیل ارائه پهنای باند و سرعت بسیار بالا و نرخ تأخیر بسیار پایین بستر بسیار مناسب برای کاربردهایی نظیر استریم ویدئوهای با کیفیت بالا نظیر 8K، اینترنت اشیاء، تکنولوژی‌های واقعیت مجازی و رایانش ابری است.
اینتل تخمین زده‌است هنگامی که این قابلیت با پشتیبانی کانال گسترده‌تر ترکیب شود، استاندارد جدید از نظر تئوری می‌تواند به سرعت ۴۶ گیگابیت برثانیه دست پیدا کند. این آمار از رکورد سرعت وای‌فای ۶ (حدود ۹ گیگابیت‌برثانیه) بیش از ۵ برابر بیشتر است.